# Anthony Musaba
Anthony Musaba, né le 6 décembre 2000 à Beuningen aux Pays-Bas, est un footballeur néerlandais. Il évolue au poste d'ailier droit à Samsunspor.

## Biographie

### En club
Né à Beuningen aux Pays-Bas, Anthony Musaba est formé par l'un des clubs de sa région, le NEC Nimègue. En avril 2019 il signe un nouveau contrat avec son club formateur, prolongeant de deux ans. Il commence sa carrière professionnelle avec Nimègue, jouant son premier match le 19 avril 2019, lors d'une rencontre de championnat face au FC Volendam. Il entre en jeu et son équipe s'impose par trois buts à deux.
Le 26 juin 2020, Musaba s'engage avec l'AS Monaco. Après avoir entamé la préparation d'avant-saison avec le club de la principauté, Musaba est prêté le 24 août 2020 au Cercle Bruges pour une saison,. Il joue son premier match le 29 août 2020 face au KV Courtrai, en championnat. Il entre en jeu à la place de Kylian Hazard et son équipe s'incline (0-1). Il inscrit son premier but lors du derby de Bruges contre le rival du Club Bruges KV, le 27 septembre 2020 en championnat. Cette réalisation ne suffit pas à son équipe qui est battue (2-1 score final).
De retour à Monaco à la fin de son prêt, il joue son premier match de Ligue des champions le 3 août 2021, lors d'une rencontre de tour préliminaire face au Sparta Prague. Il entre en jeu en cours de partie, et son équipe s'impose par deux buts à zéro.
Le 31 août 2021, l'ASM annonce son prêt d'un an au SC Heerenveen.
Le 29 août 2022, il est prêté avec option d'achat au FC Metz. Moins de cinq mois plus tard, le 4 janvier 2023, il quitte la Moselle avant la fin de sa période de prêt, et rejoint le NEC Nimègue.  
Le 3 août 2023, Anthony Musaba rejoint l'Angleterre afin de s'engager en faveur de  Sheffield Wednesday.

### En sélection
Le 8 octobre 2021, Anthony Musaba joue son premier match avec l'équipe des Pays-Bas espoirs, contre la Suisse. Il entre en jeu à la place de Jurgen Ekkelenkamp et les deux équipes se neutralisent (2-2 score final).

## Statistiques
| Saison                | Club                     | Championnat           | Championnat | Championnat | Coupe(s) nationale(s) | Coupe(s) nationale(s) | Compétition(s) continentale(s) | Compétition(s) continentale(s) | Compétition(s) continentale(s) | Total | Total |
| Saison                | Club                     | Division              | M.          | B.          | M.                    | B.                    | Comp.                          | M.                             | B.                             | M.    | B.    |
| 2018-2019             | NEC Nimègue              | Eerste Divisie        | 3+2         | 0           | -                     | -                     | -                              | -                              | -                              | 5     | 0     |
| 2019-2020             | NEC Nimègue              | Eerste Divisie        | 25          | 7           | 1                     | 2                     | -                              | -                              | -                              | 26    | 9     |
| 2022-2023             | NEC Nimègue              | Eredivisie            | 16          | 1           | 2                     | 1                     | -                              | -                              | -                              | 18    | 2     |
| Sous-total            | Sous-total               | Sous-total            | 46          | 8           | 3                     | 3                     | -                              | -                              | -                              | 49    | 11    |
| 2020-2021             | Cercle Bruges KSV (prêt) | Jupiler Pro League    | 29          | 6           | 2                     | 0                     | -                              | -                              | -                              | 31    | 6     |
| Sous-total            | Sous-total               | Sous-total            | 29          | 6           | 2                     | 0                     | -                              | -                              | -                              | 31    | 6     |
| 2021-2022             | AS Monaco FC             | Ligue 1               | -           | -           | -                     | -                     | C1                             | 1                              | 0                              | 1     | 0     |
| Sous-total            | Sous-total               | Sous-total            | -           | -           | -                     | -                     | -                              | 1                              | 0                              | 1     | 0     |
| 2021-2022             | SC Heerenveen (prêt)     | Eredivisie            | 29+2        | 1+0         | 3                     | 0                     | -                              | -                              | -                              | 34    | 1     |
| Sous-total            | Sous-total               | Sous-total            | 31          | 1           | 3                     | 0                     | -                              | -                              | -                              | 34    | 1     |
| 2022-2023             | FC Metz (prêt)           | Ligue 2               | 7           | 0           | 2                     | 1                     | -                              | -                              | -                              | 9     | 1     |
| Sous-total            | Sous-total               | Sous-total            | 7           | 0           | 2                     | 1                     | -                              | -                              | -                              | 9     | 1     |
| 2023-2024             | Sheffield Wednesday      | Championship          | 25          | 4           | 3                     | 1                     | -                              | -                              | -                              | 28    | 5     |
| Sous-total            | Sous-total               | Sous-total            | 25          | 4           | 3                     | 1                     | -                              | -                              | -                              | 28    | 5     |
| Total sur la carrière | Total sur la carrière    | Total sur la carrière | 138         | 19          | 13                    | 5                     | -                              | 1                              | 0                              | 152   | 24    |

## Vie personnelle
Né aux Pays-Bas, Anthony Musaba possède des origines congolaises.